# 白背燕
白背燕（学名：Cheramoeca leucosterna）是燕科下的一种鸟类，属于单型的白背燕属。白背燕是食虫性的鸟类，以昆虫等小型无脊椎动物为食，它是澳大利亚的特有物种。

## 特征
白背燕体重约14.1克，翼长约10.16厘米，喙宽度约3.5毫米，喙厚度约2.3毫米，嘴峰长约9毫米，跗蹠长约14.1毫米，尾长约72.9毫米。
白背燕是留鸟，栖息在河流、溪流环境，它们是食肉动物，主要以昆虫、蜘蛛等陆生无脊椎动物为食。它们分布在澳大利亚南部（西澳大利亚州西南部和维多利亚州南部除外）。